# Аркуш персонажа

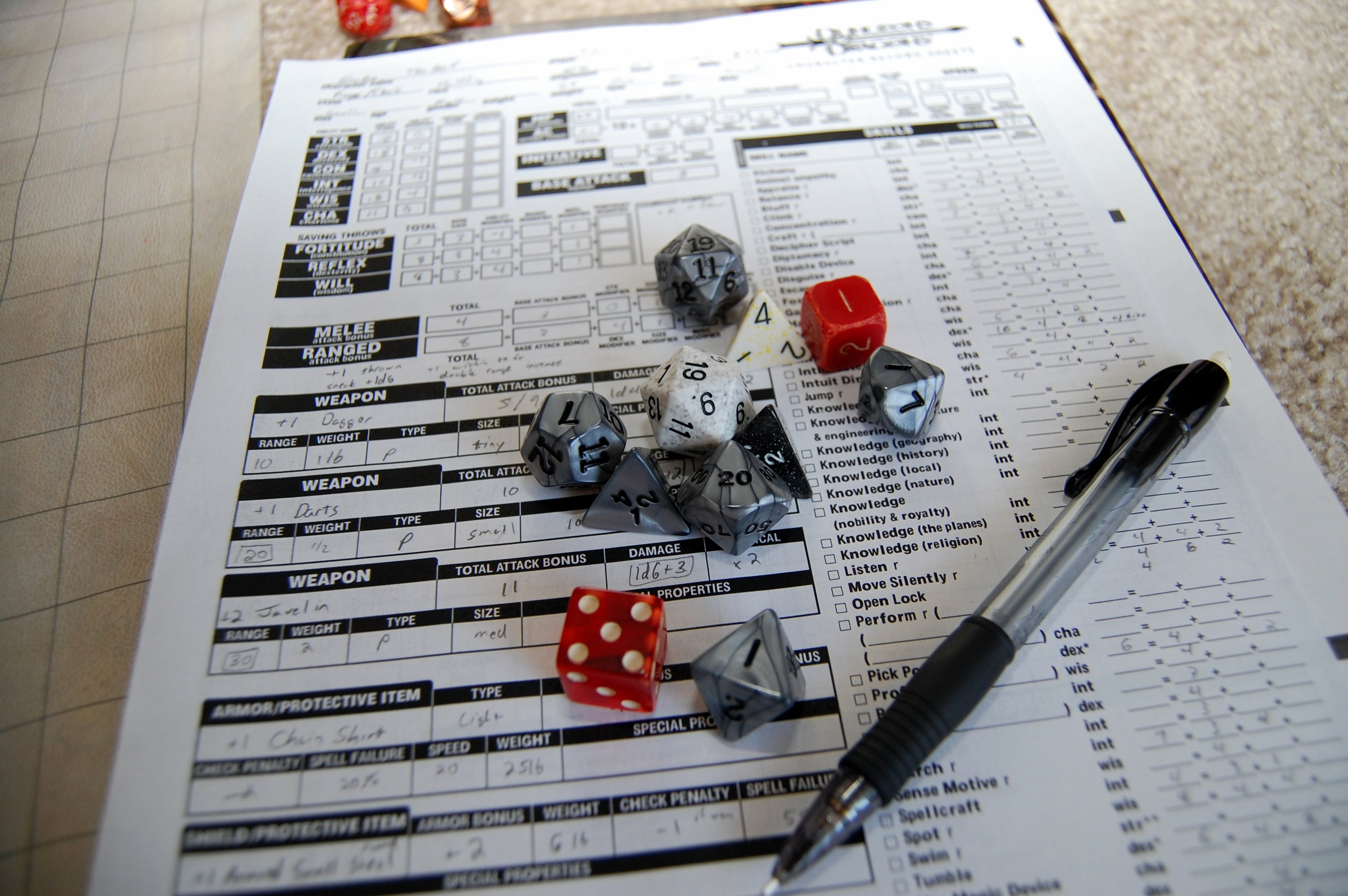

Аркуш персонажа, лист персонажа, також ча́ркуш та ча́рник — це запис ігрового персонажа в рольовій грі, який містить ті деталі, примітки, статистику гри та довідкову інформацію, яка знадобиться гравцеві під час ігрового сеансу. Чаркуші можна знайти як у традиційних, так і в рольових іграх з живою дією. Майже всі рольові ігри так чи інакше використовують аркуші персонажів; навіть системи з «полегшеними правилами» і рольові ігри довільної форми певним чином записують деталі персонажів.
Еквівалент для рольових відеоігор відомий як статусний екран. У деяких нерольових іграх, наприклад у деяких настільних і іграх для вечірок, також використовуються записи, які можна порівняти з аркушами персонажів.

## Історія
Перша опублікована рольова гра, Dungeons & Dragons (1974), не містила аркуша персонажа. Перший такий з'явився у фензині Haven Herald Стівена Тіхора, опублікованого 3 травня 1975 року. За місяць у журналі APA «Alarums and Excursions» було опубліковано черговий чаркуш.
Відтоді більшість настільних рольових ігор використовують чаркуші для інформації про персонажів гравців. Переважно вони вміщуються на одній сторінці, але деякі ігри, як-от Castle Falkenstein або Sailor Moon RPG, використовують для цього цілий буклет. Інші ігри, такі як Ars Magica або Warhammer Fantasy Roleplay III і Reign, використовують аркуш для групи персонажів гравців.

## Огляд
Те, що вважається релевантним і заслуговує опинитися на листі персонажа, може відрізнятися залежно від гри та особистих уподобань — один гравець може вважати колір очей або походження свого персонажа важливим, а інший — ні, але правила гри можуть вимагати від обох записувати на своєму аркуші, якщо їхній персонаж отримує травму.
Розмітка аркуша персонажа є важливою під час заповнення нового аркуша або вибору того, який із них використовувати. По-перше, аркуш має дозволяти гравцеві записувати те, що система вважає важливим для його персонажа. По-друге, він повинен дозволяти гравцеві легко, з першого погляду знаходити та читати інформацію, коли вона йому потрібна. Крім того, якщо довжина аркуша перевищує одну сторінку, потрібно розмістити ті дані, які найчастіше використовуються, на першій сторінці. У будь-якому випадку слід подбати про те, щоб макет був загалом добре організований, логічно згрупувавши схожі області разом, щоб їх було легко читати та не було перевантаження даними.

### Зміст аркуша персонажа
Чаркуш зазвичай містить сталі характеристики, такі як ім'я персонажа та фізичні особливості. Він також може містити значення, що постійно змінюються досвід, здібності, здоров'я/життєві сили (наприклад, очки здоров'я) а також інвентар з предметами, якими володіє персонаж. Зазвичай аркуш персонажа фактично є записом історії персонажа, де фіксуються зміни та важливі події. Це все використовується під час самої гри.
Зміст і дизайн такого аркуша сильно відрізняються в різних іграх і є відображенням того, що система вважає важливим. Наприклад, Dungeons & Dragons, гра у жанрі dungeon crawl в епічному фентезі, потребує опису персонажа (як і в кожній грі), бойових можливостей і магічних здібностей, якщо такі є. Таким чином, аркуш персонажа зосереджується на персонажі та основних бойових здібностях, з додатковою зворотною сторінкою про магію. Для порівняння, Поклик Ктулху має більший розділ про вміння й навички, проте без магічних здібностей персонажа Dungeons and Dragons.
У крайніх випадках аркуші персонажів можуть не містити узагалі нічого про персонажів, якими грають. Прикладом цього є гра Alice is Missing, де аркуш персонажа є записом про те, що сталося з персонажем у грі, а не про здібності того чи іншого персонажа.
Гравець може мати додатковий аркуш персонажа, якщо він також керує другим персонажем, когортою або помічником, але це не частий випадок. Ігровий майстер, який керує грою, може додатково зберігати відповідні аркуші персонажів для негральних персонажів (NPC), якщо він бажає володіти повною інформацією про них. У деяких книгах правил для цієї мети пропонуються спеціальні «аркуші NPC», які значно менші за звичайні аркуші основних персонажів.

## Формати

### Папір
Аркуші персонажів для гри зазвичай знаходяться в основному зводі правил гри (в корнику), і гравцям майже завжди надається дозвіл фотокопіювати цей аркуш. Деякі видавництва продають надруковані аркуші окремо. Багато пропонують файли PDF з аркушами персонажів, які гравці можуть видрукувати самостійно. Ці аркуші, як правило, є формами, розділеними на розділи, які містять інформацію, пов'язану з грою.
Нерідко гравці створюють власні аркуші персонажів за власним дизайном, а не використовують «офіційні» пропозиції видавця. Дехто створює власні формати верстки або записує інформацію про своїх персонажів на порожньому аркуші паперу, хоча недосвідченим гравцям рекомендується використовувати відформатовані аркуші, щоб не пропускати важливу інформацію.

### Електронні чаркуші
З появою персональних комп'ютерів гравці почали створювати аркуші персонажів за допомогою комп'ютерів. Найперші аркуші символів, створені комп'ютером, були розроблені в текстовому редакторі, щоб гравці могли заповнити власну інформацію та мати видрукований аркуш для використання.
Потім гравці почали експериментувати з електронними таблицями, щоб частина необхідних обчислень була автоматизована. Деякі важливі переваги аркушів персонажів у електронних таблицях — це легкість доступу, автоматичні обчислення, складні формули можна легше кодувати, і вони усувають залежність від ручки та паперу. Wizards of the Coast включили компакт-диск із генератором персонажів до 3-го видання свого Посібника гравця і запропонували Конструктор персонажів для завантаження передплатникам D&D Insider разом із Конструктором монстрів як частиною інструментів Dungeons and Dragons Adventure.

### Динамічний
Динамічний аркуш персонажа — це електронний аркуш, який використовується в поєднанні з комп'ютером/мобільним пристроєм під час ігрових сесій. Такий аркуш використовується не тільки для відстеження персонажа, але й для миттєвого додавання/застосування ефектів до персонажа. Наприклад, якщо на персонажа впливає ефект заклинання, що збільшує його показник сили, тоді динамічний аркуш персонажа зможе автоматично оновлювати всі параметри більш сильного персонажа. Інший приклад: якщо персонаж активує одну зі своїх здібностей, динамічний аркуш персонажа зможе застосувати ефекти цієї здібності в реальному часі. Крім того, такі аркуші персонажів дозволяють гравцеві відстежувати тривалість застосованого ефекту, таким чином вимикаючи ефекти, термін дії яких закінчився.